# 高橋徹 (野球)
高橋 徹（たかはし とおる、1987年2月23日 - ）は、神奈川県横須賀市出身の元プロ野球選手（投手）。右投右打。

## 経歴

### プロ入り前
横須賀市立大津中学校時代に、軟式クラブチームの横須賀スターズへ所属。横浜創学館高校への進学後は、阪神甲子園球場での全国大会と無縁であった。それでも、最速で140km/h強のストレートと多彩な変化球を投げられることから、3年時の2004年には涌井秀章（横浜高校）などとともにNPBドラフト会議の上位指名候補に挙げられた。当時の同級生に坂田遼がいる。
2004年のドラフト会議で、福岡ダイエーホークス（当時）から3巡目で指名。契約金6,000万円、年俸720万円（金額は推定）という条件で入団した。将来のエース候補として期待されたことから、入団当初の背番号は24。なお、翌2005年1月24日に球団の経営権がダイエーからソフトバンクに譲渡されたことから、福岡ソフトバンクホークスの1期生にも当たる。

### プロ入り後
2005年には、ウエスタン・リーグ公式戦18試合に登板。2勝3敗、防御率7.23を記録した。
2006年には、春季キャンプの直後に開かれたJX-ENEOSとの練習試合で、当時同チームに在籍していた同い年の田澤純一と先発で投げ合った。しかし、シーズン中は、ウエスタン・リーグ公式戦で2試合に登板しただけだった。2007年にも、同リーグ12試合の登板で、1勝5敗、防御率4.06という成績にとどまった。
2008年には、ウエスタン・リーグの最終規定投球回に初めて到達。鶴直人（阪神タイガース）・佐藤充（中日ドラゴンズ）と同数ながらリーグの最多勝利（7勝）を記録したものの、防御率は佐藤・鶴に次ぐリーグ3位（3.49）だった。8月2日に山形蔵王タカミヤホテルズスタジアムで催されたフレッシュオールスターゲームにも、同リーグ選抜チームの一員として初めて登板したが、一軍への昇格までには至らなかった。
2009年には、前年に続いて、ウエスタン・リーグの最終規定投球回に到達。5勝を挙げた一方で、リーグ最多の11敗を喫したほか、防御率も到達者9人中8位（4.95）だった。
2010年から背番号を64に変更。ウエスタン・リーグ公式戦では、主に救援で27試合に登板すると、防御率4.97ながら1勝4敗3セーブを記録した。4月28日の対東北楽天ゴールデンイーグルス戦（福岡Yahoo! JAPANドーム）9回表に入団6年目で初めて一軍公式戦に登板したが、シーズン通算では2試合の登板にとどまった。
2011年には、ウエスタン・リーグ公式戦20試合の登板で、2勝1敗、防御率2.93と好投。しかし、一軍公式戦への登板機会がないまま、10月9日に球団から戦力外通告を受けた。これに対して、高橋は他球団での現役続行を模索。12球団合同トライアウトに参加したが、NPB他球団から獲得のオファーを受けるまでには至らなかった。
2012年2月には、アリゾナ州（アメリカ合衆国）の教育リーグへ単身で参加。しかし、右肩痛を発症したことをきっかけに、現役からの引退を決意した。

### 現役引退後
ソフトバンク球団からの紹介を経て、2012年からソフトバンクモバイルに勤務。当時既に結婚していたことから、妻の実家に近い名古屋支社の営業部員として、家電量販店での店頭販売業務に従事した。
ソフトバンクグループ内での球団職員公募へ応じたことを機に、2015年12月1日付で球団に復帰。復帰後は、事業統括本部営業本部第2営業部2課の職員として、福岡ヤフオク!ドーム年間指定席の法人向け販売業務に携わっている。

## 選手としての特徴・人物
140km/h台強のストレートと速球に近い球速で鋭く落ちるスプリットが武器。変化球はその他スライダー、シンカーなどを投げる。将来の速球派エース候補として期待されていた。
ソフトバンク同期入団の江川智晃は高橋の人柄を「見た目で勘違いされるけど、優しくてめちゃいいやつ。人のために動けるし、頭もキレる」と語っている。

## 詳細情報

### 年度別投手成績
| 年 度     | 球 団        | 登 板 | 先 発 | 完 投 | 完 封 | 無 四 球 | 勝 利 | 敗 戦 | セ 丨 ブ | ホ 丨 ル ド | 勝 率 | 打 者 | 投 球 回 | 被 安 打 | 被 本 塁 打 | 与 四 球 | 敬 遠 | 与 死 球 | 奪 三 振 | 暴 投 | ボ 丨 ク | 失 点 | 自 責 点 | 防 御 率 | W H I P |
| --------- | ------------ | ----- | ----- | ----- | ----- | -------- | ----- | ----- | -------- | ----------- | ----- | ----- | -------- | -------- | ----------- | -------- | ----- | -------- | -------- | ----- | -------- | ----- | -------- | -------- | ------- |
| 2010      | ソフトバンク | 2     | 0     | 0     | 0     | 0        | 0     | 0     | 0        | 0           | ----  | 11    | 2.1      | 3        | 0           | 2        | 0     | 0        | 1        | 0     | 0        | 1     | 1        | 3.86     | 2.14    |
| 通算：1年 | 通算：1年    | 2     | 0     | 0     | 0     | 0        | 0     | 0     | 0        | 0           | ----  | 11    | 2.1      | 3        | 0           | 2        | 0     | 0        | 1        | 0     | 0        | 1     | 1        | 3.86     | 2.14    |

### 記録
- 初登板：2010年4月28日、対東北楽天ゴールデンイーグルス8回戦（福岡Yahoo! JAPANドーム）、9回表に2番手で救援登板・完了、1回1失点
- 初奪三振：2010年5月4日、対オリックス・バファローズ8回戦（京セラドーム大阪）、8回裏にT-岡田から空振り三振

### 背番号
- 24 （2005年 - 2009年）
- 64 （2010年 - 2011年）